# Bóng thám không

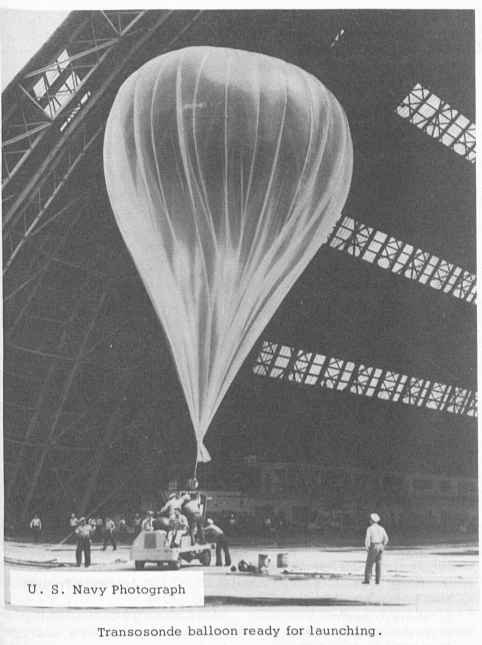
Transosonde sắp được thả

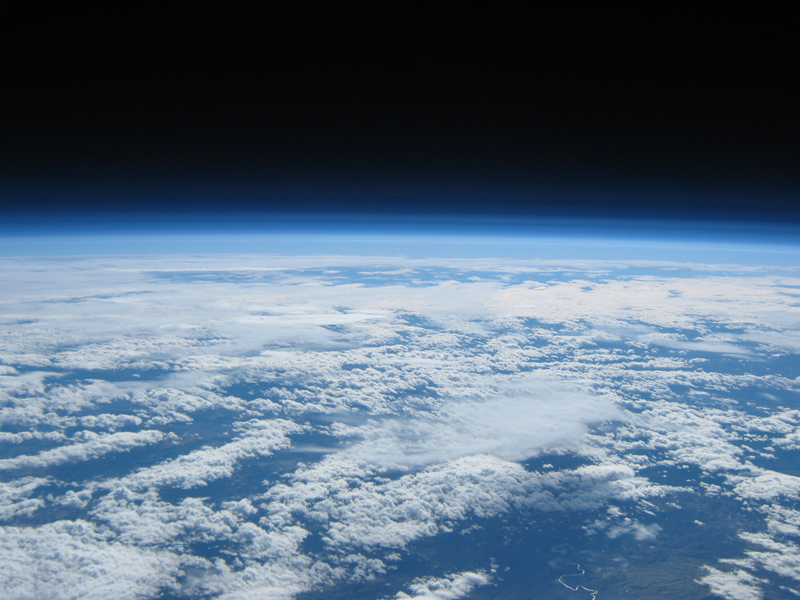
Hình được chụp trên 30km ở Oregon bằng cách dùng bóng bay thám không 1,500 gam

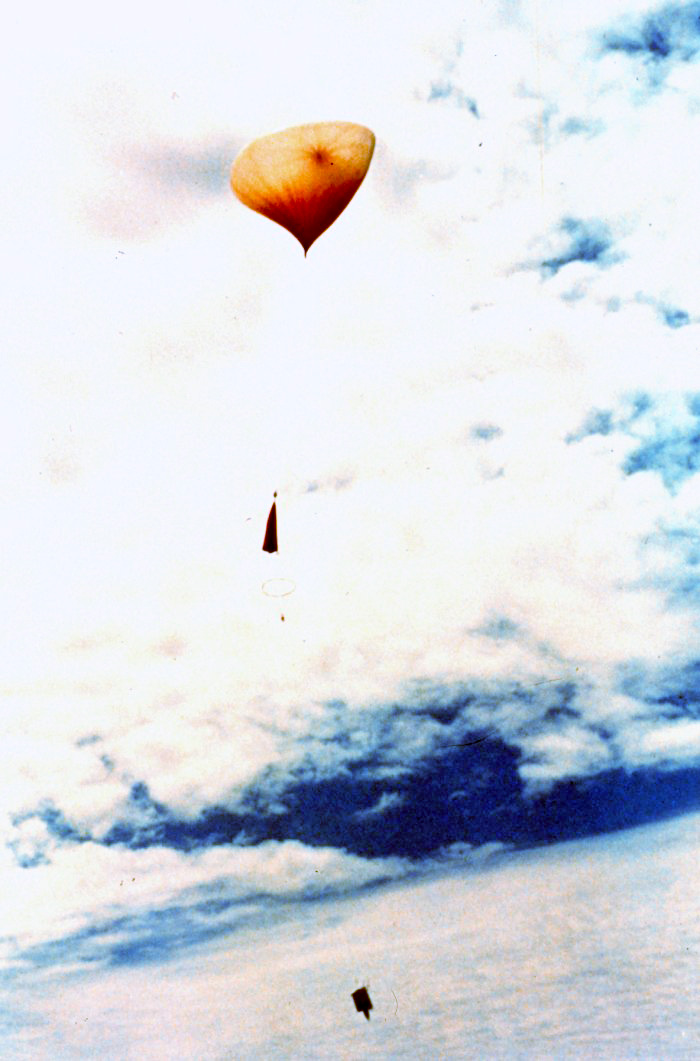
Bóng thám không có máy do thám Rawinsonde sau khi được thả. Hãy chú ý có một chiếc dù ở giữa dây và một thiết bị nhỏ ở cuối. Sau khi được thả nó sẽ bắt đầu đo thông số. Các thông số bao gồm nhiệt độ, độ ẩm tương đối, áp suất, tốc độ gió và hướng gió. Các thông tin này sẽ được truyền về đài quan sát.

Bóng thám không, còn được gọi là Bóng bay dự báo thời tiết, là một loại bóng bay được dùng để mang theo các dụng cụ đo thời tiết như đo áp suất khí quyển, nhiệt độ, độ ẩm và tốc độ gió. Để đo được tốc độ gió, bóng thám không có thể định vị gió bằng radar, sóng vô tuyến, hoặc Hệ thống Định vị Toàn cầu (GPS). Bóng thám không ở một độ cao không đổi trong một thời gian dài còn được gọi là transosondes. Bóng thám không còn dùng để đo hoàn lưu khí quyển hoặc đo độ cao của mây. Ngoài ra, máy kinh vĩ và máy toàn đạc từng được dùng để đo phương vị và độ cao của bóng thám không, không những thế nó có thể dự đoán được hướng gió và tốc độ gió hoặc độ cao, hướng di chuyển của mây.

## Lịch sử
Một trong những người đầu tiên sử dụng bóng thám không là Léon Teisserenc de Bort và nhà khí tượng học người Pháp. Bắt đầu từ năm 1896 ông thả ra hàng trăm quả bóng bay từ đài quát sát của mình ở Trappes, Pháp. Những nghiên cứu của ông cho biết sự tồn tại của tầng đối lưu và tầng bình lưu. Khi ở tầng đối lưu, bóng thám không sẽ ở một độ cao không đổi trong thời gian dài để giúp chẩn đoán các mảnh vỡ phóng xạ từ bụi phóng xạ nguyên tử, đã được thử nghiệm vào năm 1958.

## Vật liệu và thiết bị
Bóng thám không được sản xuất bằng mủ, sau đó được bơm khí nâng vào, hợp chất Cloropren có thể sẽ được dùng. Các thiết bị dùng để đo lường và truyền tin được treo ở đầu dây cuối của bóng thám không còn được là các máy do thám. Các máy do thám đặc biệt được dùng để đo thông số đặc biệt, như là độ đặc của lớp ôzôn.
Các khí nâng thường được dùng là hydro (vì giá rẻ) và Heli. Độ cao của bóng được điều chỉnh bằng số lượng khí bơm vào bóng. Bóng thám không có thể đạt tới độ cao 40 km (25 dặm) và có thể hơn, hoặc bị giới hạn bởi áp suất giảm dần làm cho quả bóng bay giãn ra ở một mức độ (thường là theo hệ số 100: 1) khiến nó tan rã. Trong tình huống này thì các thiết bị đo lường và truyền tin sẽ bị mất. Trên độ cao đó, tên lửa nghiên cứu sẽ được dùng, và vệ tinh sẽ được dùng nếu muốn nghiên cứu ở độ cao hơn nữa.

## Thời điểm thả, vị trí, và các lợi ích khác
Bóng thám không được dùng ở nhiều quốc gia để chẩn đoán điều kiện thời tiết hiện tại tốt như các công nghệ dự đoán thời tiết hiện tại. Khoảng 800 địa điểm trên thế giới thả bóng thám không thường xuyên, một ngày hai lần, vào 0 giờ hoặc 12 giờ quốc tế. Các cơ quan sẽ tiến hành thả bổ sung bóng thám không nếu các nhà khí tượng học cần thêm dữ liệu. Các cơ quan quân đội và nhà nước như là Cơ quan Khí tượng Thủy văn Quốc tế ở Mỹ thường xuyên thả các bóng thám không, và chia sẻ dữ liệu cho các quốc gia khác.
Các lợi ích khác như là quan sát ô nhiễm, nhiếp ảnh, quay phim hoặc các mục đích nghiên cứu bổ sung. Các ví dụ trên tương đương với bóng khí tượng.